# Шульжук Каленик Федорович
Шульжук Каленик Федорович (нар.24 червня 1940, с. Поліське (нині Березнівського району Рівненської області) — 2010, Рівне Україна) — український вчений, педагог, професор, доктор філологічних наук, академік Академії наук вищої школи України (1994), заслужений працівник освіти України, Відмінник освіти України.

## Життєпис
Народився 24 червня 1940 р. у с. Погорілівка (нині с. Поліське) Рівненського району Рівненської області. В 1963 р. закінчив Рівненський педагогічний інститут. Після вчителювання в сільській школі та служби в армії, вступив до аспірантури Київського педагогічного інституту. В 1968 р. захистив дисертацію "Звертання в українських народних піснях". 1968-1971 - старший викладач Миколаївського педагогічного інституту. Від 1971 по 2010 р.р. — завідувач кафедри української мови Рівненського державного гуманітарного університету. 1983-1986 - декан філологічного факультету.

## Науково-педагогічна діяльність
Автор понад 200 праць з українського мовознавства. Із 1975 р. в наукових виданнях України з'являються праці вченого про складне багатокомпонентне речення. У 1986 р. вийшла перша монографія "Складні багатокомпонентні речення в українській мові". 1990 р. захистив однойменну докторську дисертацію.
Упродовж 18 років був головним редактором збірника наукових праць "Актуальні проблеми сучасної філології. Мовознавчі студії".
Науково-педагогічна діяльність відзначена званням "Заслужений працівник освіти України", знаком "Відмінник освіти України", Почесною грамотою Міністерства освіти і науки України, дипломом лауреата нагороди Ярослава Мудрого Академії наук вищої школи України, почесними грамотами Рівненської облдержадміністрації.

## Підручники та навчальні посібники
- Складне речення в українській мові (Київ,1989)
- Синтаксис складного речення (Рівне, 2000)
- Синтаксис української мови (Київ, 2004)
- Українська мова (у співавт., Рівне, 2008)
- Синтаксис української мови (Київ, 2010)[2]

## Вшанування пам’яті
2010 р. — до 70-річчя К. Ф. Шульжука складено покажчик, у якому містяться відомості про його праці, що вийшли окремими томами та надруковані у фахових збірниках та періодичних виданнях.
2010 р. — кафедрі української філології було присвоєно ім'я К. Ф. Шульжука.
2019 р. — на корпусі Рівненського державного гуманітарного університету К. Ф. Шульжуку встановили пам’ятну дошку.